# سیورسک
سیورسک (به روسی: Сіверськ) شهری در استان دونتسک در کشور اوکراین است. جمعیت این شهر ۱۲,۶۰۸ نفر (۲۰۲۱ تخمینی) است.

## نگارخانه

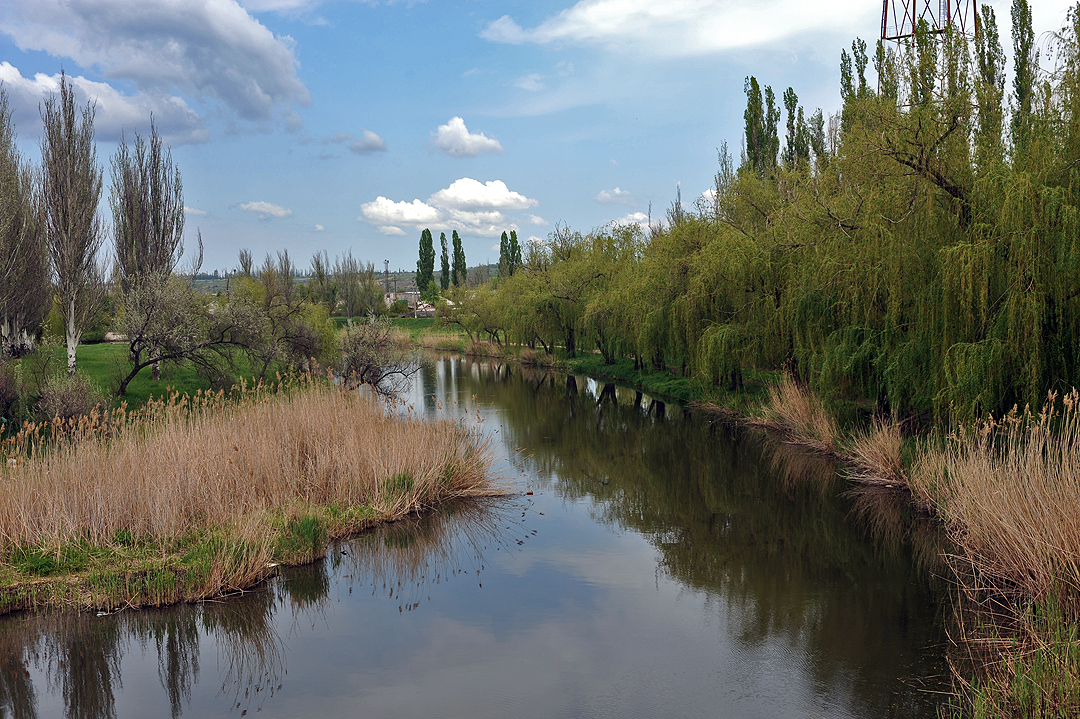
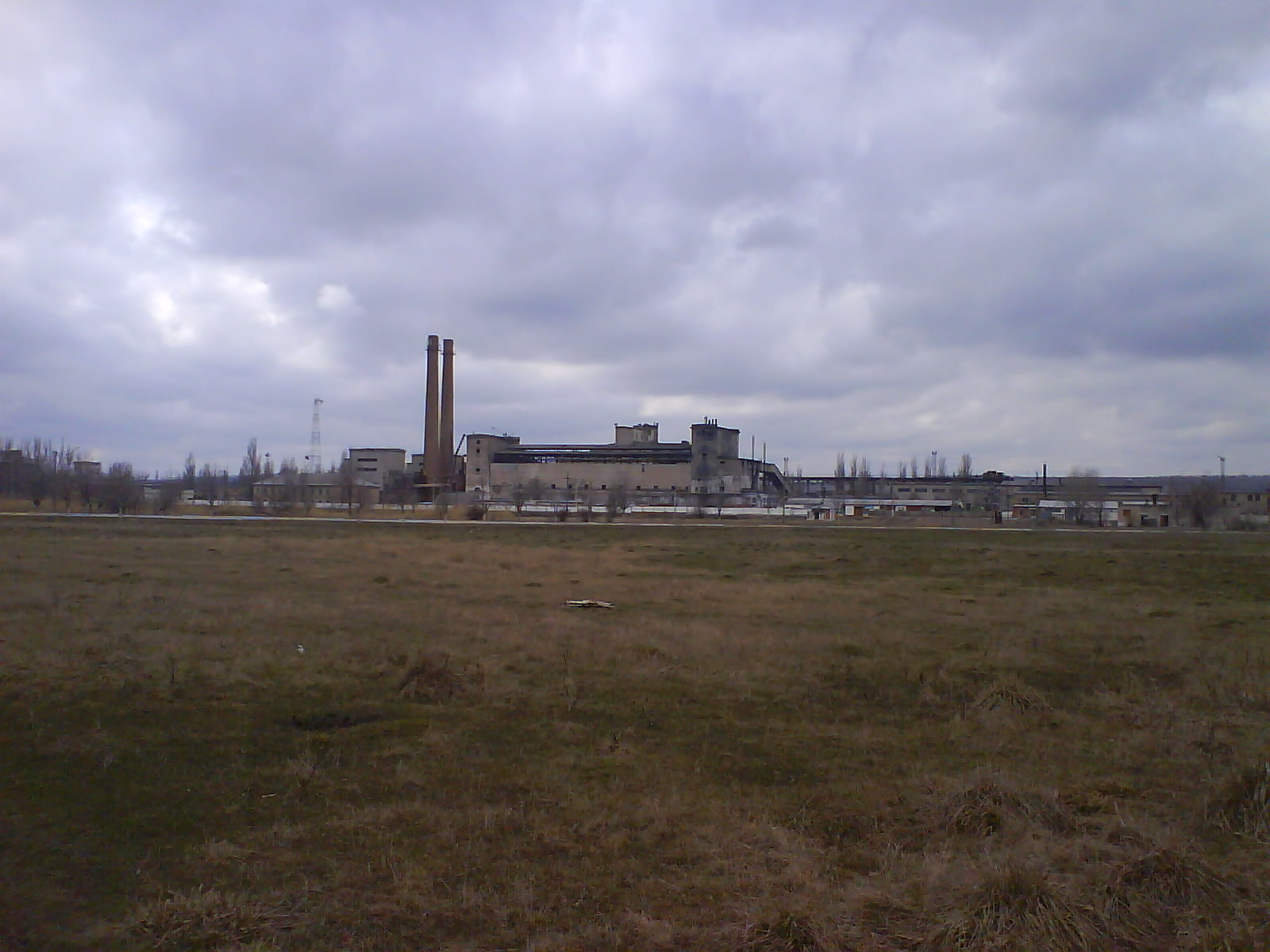
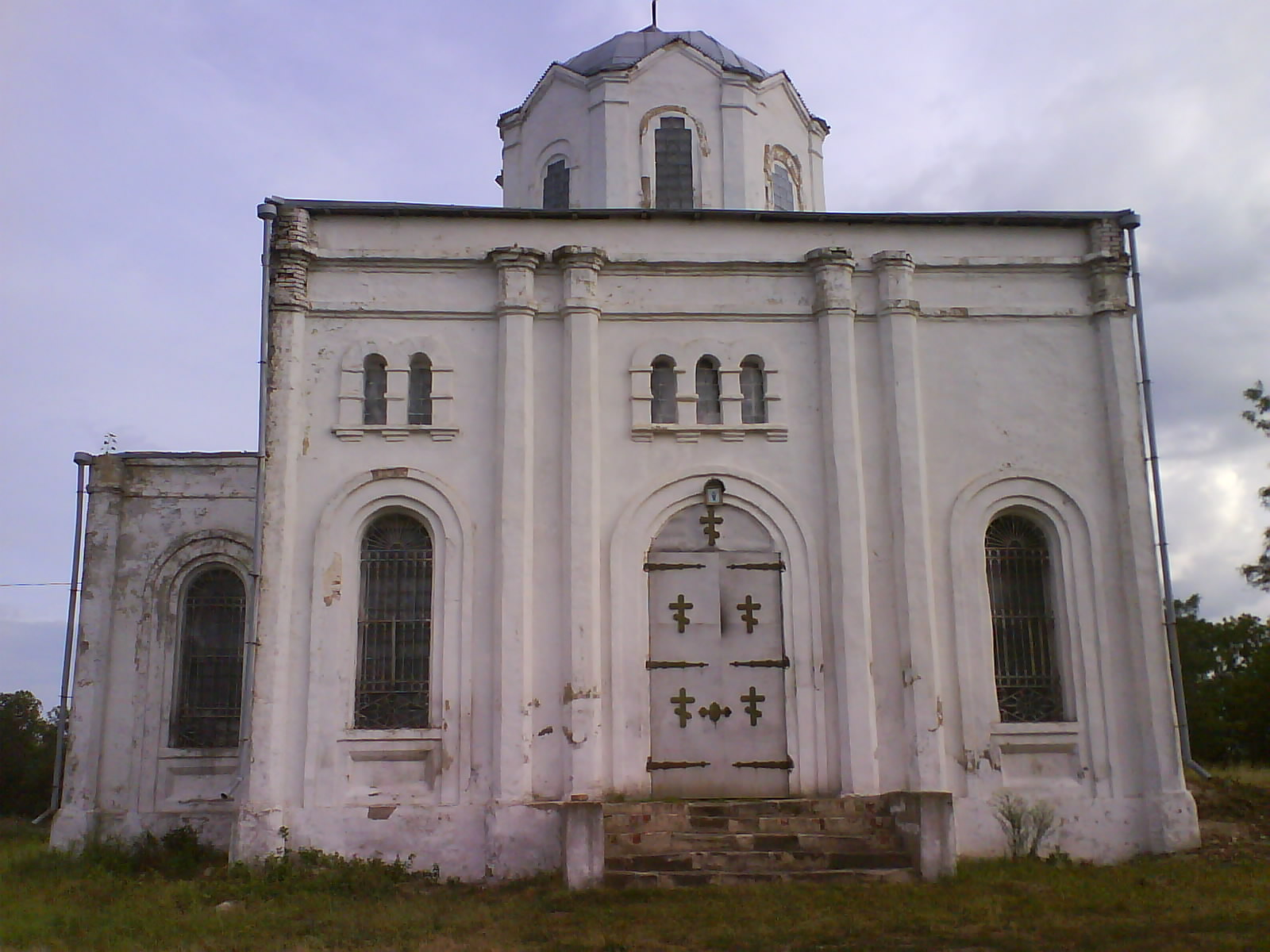